# Josu Etxeberria
Etxeberria  Azpiricueta est un nom espagnol. Le premier nom de famille, en général paternel, est Etxeberria ; le second, en général maternel, souvent omis, est Azpiricueta.
Josu Etxeberria Azpilicueta, né le 9 septembre 2000 à Iturmendi, est un coureur cycliste espagnol.

## Biographie

### Débuts
Né le 9 septembre 2000 à Iturmendi, Josu Etxeberria est le fils de Jesús Etxeberria, ancien cycliste amateur, et de Gloria Azpiricueta, ancienne athlète vainqueur de la Behobia-San Sebastián (es). Inspiré par son milieu familial, il commence le cyclisme à l'âge de cinq ans. 
Il court au Club Ciclista Burunda jusque dans les rangs cadets, avant de rejoindre l'équipe Irabia Intersport. Son idole est Alberto Contador. Dans les catégories de jeunes, il s'illustre en étant l'un des meilleurs cyclistes basques. 
En 2018, pour sa seconde année juniors, il obtient divers victoires au Pays basque, dont deux étapes et le classement général du Tour de Pampelune. La même année, il connaît ses premières sélections en équipe d'Espagne, notamment pour les championnats d'Europe, où il se classe 29e, et les championnats du monde, où il abandonne.
Il rejoint l'équipe amateur de Caja Rural-Seguros RGA en 2019. Pour son passage chez les espoirs (moins de 23 ans), il remporte une étape du Tour de Palencia et termine deuxième du Tour de Cantabrie. En 2020, il s'impose sur le Tour de Zamora, tout en ayant remporté une étape, le classement par points et le classement des jeunes. Au mois d'octobre, il signe son premier contrat professionnel avec l'équipe Caja Rural-Seguros RGA, après y avoir été stagiaire.

### Carrière professionnelle
Josu Etxeberria commence sa carrière professionnelle en janvier 2021 lors du Grand Prix La Marseillaise. En avril, on le retrouve notamment échappé lors de la deuxième étape du Tour de Turquie. Il est également échappé en juin lors de la deuxième étape du Tour de Slovénie.

## Palmarès et résultats

### Palmarès par année
- 2017
  - 3e étape du Tour de Pampelune
  - 2e du championnat d'Espagne de course aux points juniors
  - 3e du championnat du Pays basque du contre-la-montre juniors
- 2018
  - Circuito San Veremundo
  - Tour de Pampelune :
    - Classement général
    - 1re et 2e étapes

  - 2e de la Gipuzkoa Klasika
  - 3e du championnat d'Espagne de course aux points juniors
- 2019
  - 4e étape du Tour de Palencia
  - 2e de l'Antzuola Saria
  - 2e du Tour de Cantabrie
- 2020
  - Tour de Zamora :
    - Classement général
    - 3e étape

### Classements mondiaux
| Année                                 | 2021  |
| ------------------------------------- | ----- |
| Classement mondial                    | 2339e |
| UCI Europe Tour                       | 1561e |
|                                       |       |
| Légende : nc = non classéSource : UCI |       |